# Ньюман, Гэри
Гэ́ри Нью́ман (англ. Gary Numan, настоящее имя — Гэ́ри Э́нтони Джеймс Уэбб (англ. Gary Anthony James Webb); р. 8 марта 1958) — британский рок-музыкант, певец, автор песен, один из ведущих исполнителей британской новой волны. Ньюман считается одним из пионеров коммерческой электронной музыки; его называли «королём синти-попа» и «крестным отцом» электроники. Музыкальный стиль Ньюмана, соединивший в себе элементы краут-рока, панка и глэма, а также мрачную лирику и массивное использование синтезаторного звука, оказал влияние на развитие готик-рока, дарквейв и индастриал. На его композиции сделано множество кавер-версий такими исполнителями, как Трент Резнор и Nine Inch Nails, Marilyn Manson, Dead Weather, Basement Jaxx, Fear Factory и многими другими.
Шесть альбомов Гэри Ньюмана входили в первую двадцатку UK Albums Chart, два из них — The Pleasure Principle (1979) и Telekon (1980) — возглавляли британские списки. На вершину UK Singles Chart поднимались два его сингла: «Are Friends Electric?» (1979, c Tubeway Army) и «Cars» (1979); второй из них в 1980 году стал и американским хитом (#9, Billboard Hot 100) и обрёл вторую жизнь на виртуальной радиостанции «Wave 103» в GTA: Vice City (2002).

## Биография
Гэри Энтони Джеймс Уэбб родился в Хаммерсмите (Лондон) 7 марта 1958 года в семье водителя автобуса компании British Airways. Уэбб обучался в начальной школе Town Farm Junior School с Стенуэлле (англ.), затем в средней школе в Эшфорде (англ.), затем в средней школе в Слау, после чего поступил в Технический колледж Бруклендс (англ. Brooklands Technical College). Первой мечтой Уэбба была авиация; некоторое время, будучи подростком, он обучался на курсах авиапилотирования в (Air Training Corps).

### Музыкальная карьера
В пятнадцатилетнем возрасте Уэбб начал писать песни и играть в ансамблях; его первая группа назвалась «Mean Street». Музыкальную карьеру Ньюман начал в панк-группе «The Lasers» в 1976 году. Год спустя вместе с басистом Полом Гардинером Уэбб покинул состав, взял псевдоним Ньюман и собрал новый коллектив — «Tubeway Army», куда вошёл также ударник Боб Симмондс, вскоре заменённый Джессом Лидьярдом, дядей Ньюмана. Музыканты группы выступали под псевдонимами: Ньюман — как Valerian (предположительно — в честь персонажа французского комикса Valérian and Laureline, фр.).
В марте 1978 года «Tubeway Army» за три дня записали 15 треков (в стиле, который рецензент Allmusic определяет как панк-рок + Kraftwerk) и предложили их Beggars Banquet; 12 из этих песен были выпущены в 1984 году под заголовком The Plan.
Вышедший в конце 1978 года альбом Tubeway Army поднялся до 14 места в UK Singles Chart. Музыкальная пресса с большим интересом отреагировала на параноидально-космический имидж фронтмена и лирику, в которой чувствовалось влияние писателя Филипа К. Дика.
Основными элементами музыкальной палитры Ньюмана стали — наследие Kraftwerk и глэм-рок (Боуи, Roxy Music). В том же ключе был выдержан и Replicas (подписанный: Gary Numan & Tubeway Army), возглавивший британские чарты. Сингл Are 'Friends' Electric? стал также чарттоппером. Став суперзвездой, но так и не завоевав симпатий музыкальной критики, в те годы питавшей отвращение к синтетической музыке, Ньюман распустил Tubeway Army и стал работать с бэкинг-бэндом переменного состава (место в котором сохранил басист Гардинер). Осенью 1979 года вышел третий альбом The Pleasure Principle и за ним — сингл «Cars», который вышел на 1-е место в Англии и поднялся до 9-го места в США. На (как правило, убыточных) гастролях Ньюман теперь поражал воображение зрителей футуристическим шоу, а свободное время стал посвящать основному хобби: авиапилотированию.
После Telekon (как и два предыдущих, альбом возглавил британский хит-парад) и двух хит-синглов («We Are Glass», «I Die: You Die»), Ньюман объявил о прекращении концертной деятельности и провел серию прощальных концертов. Пока альбом The Dance и (параллельно) сингл «She’s Got Claws» поднимались в чартах, музыкант вознамерился облететь вокруг света, но был арестован в Индии по подозрению в шпионаже и контрабанде (обвинения вскоре были сняты, но власти конфисковали его самолет). Возвратившись на сцену в 1982 году с альбомом I, Assassin, Ньюман понял, что его популярность пошла на убыль — возможно потому, что хит-парад был переполнен той самой музыкой, в которой он поначалу был едва ли не единственным британским новатором. «Warriors» (заглавный трек альбома 1983 года) стал его последним британским хитом.

#### 1984 — настоящее время
Покинув Beggars Banquet, Ньюман создал собственный лейбл «Numa», на котором вышел Berserker, последний альбом, записанный с Полом Гардинером (скончавшимся от передозировки в 1984 году). The Fury стал последним альбомом Ньюмана, поднявшимся в первую британскую двадцатку. Затем последовал период успешного сотрудничества Биллом Шарпом из Shakatak (4 сингла в 1985—1989 годах), однако развитию сольной карьеры музыканта помешал конфликт с IRS Records. Вышедший на Numa Records Sacrifice (1994), альбом с индустриальным привкусом, получил в целом благоприятные отзывы критики и обеспечил Ньюману авторитет в альтернативной среде. В течение нескольких следующих лет каверы его композиций выпускали Hole, Foo Fighters, Smashing Pumpkins, Marilyn Manson и Fear Factory. Участники Nine Inch Nails называли Ньюмана в числе тех, кто оказал существенное влияние на творчество группы. Культовый успех имели также Exile и Pure, альбомы, в который Ньюман продолжил линию на соединение готик-рока, индастриал и техно.
В 2002 году Ньюман вновь появился в чартах с синглом Rip (#29, UK), а год спустя в дуэте Gary Numan vs Rico поднялся до 13-го места с Crazier. Рико, кроме того, принял участие в ремикшировании старых треков Ньюмана в новом индустриальном ключе: эта работа вышла под названием Hybrid. В 2003 году голос Ньюмана прозвучал в треке «Pray for You» Plump DJs (альбом Eargasm). В 2004 году он вновь взял под контроль управление собственными делами и организовал лейбл Mortal Records: здесь вышли несколько DVD и затем, 13 марта 2006 года, тепло встреченный критикой студийный альбом Jagged. Материал альбома был представлен на концерте в лондонском The Forum, за которым последовали обширные европейские и американские гастроли.
В 2002 году его композиция «Cars» вошла в список саундтреков компьютерной игры Grand Theft Auto: Vice City.
В 2013 году его композиция «I’m dust» вошла в список саундтреков компьютерной игры Need for Speed: Rivals.
В 2015 году записал композицию «Here for You» с Жаном-Мишелем Жарром. Композиция вошла на альбом Жарра Electronica 2: The Heart of Noise (2016).

## Дискография

### Студийные альбомы
- The Pleasure Principle (1979)
- Telekon (1980)
- Dance (1981)
- I, Assassin (1982)
- Warriors (1983)
- Berserker (1984)
- The Fury (1985)
- Strange Charm (1986)
- Metal Rhythm (1988)
- Outland (1991)
- Machine + Soul (1992)
- Sacrifice (1994)
- Exile (1997)
- Pure (2000)
- Jagged (2006)
- Dead Son Rising (2011)
- Splinter (Songs from a Broken Mind) (2013)
- Savage (Songs from a Broken World) (2017)
- Intruder (2021)

### Синглы/EPs
- «That’s Too Bad» (1978, Tubeway Army)
- «Bombers» (1978, Tubeway Army)
- «Down in the Park» (1979, Tubeway Army)
- «Are 'Friends' Electric?» (1979, Tubeway Army: UK #1, US #105)
- «Cars» (1979, UK #1, US #9)
- «Complex» (1979, UK #6)
- «We Are Glass» (1980, UK #5)
- «I Die: You Die» (1980, UK #6, US #102)
- «This Wreckage» (1980, UK #20)
- «Stormtrooper in Drag» (1981, с Гардинером, UK #49)
- «She’s Got Claws» (1981, UK #6)
- «Love Needs No Disguise» (1981, Gary Numan and Dramatis, UK #33)
- «Music for Chameleons» (1982, UK #19)
- «We Take Mystery (To Bed)» (1982, UK #9)
- «White Boys and Heroes» (1982, UK #20; 1985, Gary Numan and Tubeway Army: UK #97)
- «Warriors» (1983, UK #20)
- «Sister Surprise» (1983, UK #32)
- «Berserker» (1984, UK #32)
- «My Dying Machine» (1984, UK #66)
- «Change Your Mind» (1985, Sharpe and Numan: UK #17)
- The Live EP (1985, UK #46)
- «Call Out the Dogs» (1985, UK #49)
- «Miracles» (1985, UK #49)
- «This Is Love» (1986, UK #18)
- «I Can’t Stop» (1986, UK #27)
- «New Thing from London Town» (1986, Sharpe and Numan: UK #52)
- «I Still Remember» (1986, UK #74)
- «Radio Heart» (1987, Radio Heart Featuring Gary Numan: UK #35)
- «London Times» (1987, Radio Heart Featuring Gary Numan: UK #48)
- «Cars (E Reg Model)» (1987, ремикс, UK #16)
- «All Across the Nation» (1987, Radio Heart Featuring Gary Numan: UK #81)
- «No More Lies» (1988, Sharpe and Numan: UK #34)
- «New Anger» (1988, UK #46)
- «America» (1988, UK #49)
- «I’m on Automatic» (1989, Sharpe as Sharpe and Numan UK #44)
- «Adrenalin» (1990, NY)
- «Heart» (1991, UK #43)
- «My World Storm» (1991, US #46 Hot Dance Club Chart)
- «Emotion» (1991)
- «The Skin Game» (1992, UK #68)
- «Machine + Soul» (1992, UK #72)
- «Cars (’93 Sprint)» (1993, ремикс, UK #53)
- «Like a Refugee (I Won’t Cry)» (1994, Dadadang Featuring Gary Numan, UK #78)
- «A Question of Faith» (1994)
- «Absolution» (1995, UK #102)
- «Dark Light — The Live EP» (1995, #136)
- «Cars (Premier Mix)» (1996, UK #17)
- «Dominion Day» (1998, UK #99)
- «RIP» (2002, UK #29)
- «Crazier» (2003, Gary Numan Vs. Rico, UK #13)
- «In a Dark Place» (2006, UK #63)
- «Healing» (2007, Ade Fenton vs. Gary Numan)
- «The Leather Sea» (2007, Gary Numan vs. Ade Fenton, UK #72)
- «The Fallen» (2018)